# 론 포프

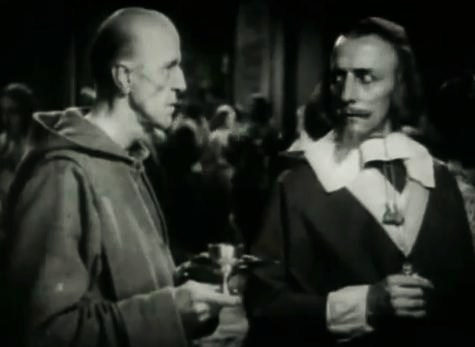

론 포프(Lon Poff, 1870년 2월 8일 ~ 1952년 8월 8일)는 미국의 배우, 영화배우이다.
로스앤젤레스에서 사망하였다. 포리스트 론 메모리얼 파크에 매장되었다.

## 영화
- 파더스 리틀 디버덴드 (1951년) - 올드 맨 온 포츠 역
- 아이 매리드 언 엔젤 (1942년)
- 키드 밀리언스 (1934년)
- 톰 소여 (1930년)
- 철가면 (1929년)
- 웃는 남자 (1928년)
- 메리 위도우 (1925년)
- 탐욕 (1925년)
- 소울 포 세일 (1923년)